# Gastón Gaudio
Gaston Gaudio (Buenos Aires, 9. prosinca 1978.) argentinski tenisač.
Gaston Gaudio je počeo igrati tenis sa samo 6 godina, a profesionalc je postao s 18. Svoj prvi turnir osvojio je u Barceloni 2002. godine. Najveći uspjeh mu je osvajanje Roland Garrosa 2004. godine. Svoj jedini Grand Slam turnir osvojio je pobijedivši u finalu svog sunarodnjaka Guillerma Coriu. Od većih rezultata su mu još igranje u čak 4 polufinala turnira iz Masters serije (dva puta u Monte Carlu, te po jednom u Hamburgu i u finalu Masters kupa.

## Vanjske poveznice
- Profil Gastona Gaudia